# Henry Royce
Sir Frederick Henry Royce (ur. 27 marca 1863 w Londynie, zm. 22 kwietnia 1933) − jeden z pionierów motoryzacji, razem z Charlesem Rollsem współtwórca przedsiębiorstwa motoryzacyjnego Rolls-Royce.
Frederick Henry Royce urodził się 27 marca 1863 roku w Alwalton, w hrabstwie Huntingdonshire. Jego zaangażowanie w biznes samochodowy miało początek w zakupie wyjątkowo awaryjnego samochodu Decauville. Royce uznał, że może zbudować własny, lepszy pojazd. W tym okresie spotkał się z Charlsem Rollsem, razem z którym założył przedsiębiorstwo zajmujące się profesjonalnie produkcją samochodów. Od nazwisk obu założycieli nazwane zostało Rolls-Royce. Firma nie zajmowała się wyłącznie produkcją aut, ale także silników lotniczych. Pierwszy projekt silnika Royce naszkicował na piaszczystej plaży podczas spaceru z inżynierami pracującymi w jego firmie. Słynny silnik był w stanie osiągać niezwykle wysokie prędkości i napędzał takie maszyny, jak myśliwce Spitfire czy Hurricane, bombowce Halifax oraz wszechstronne samoloty Mosquito.
Henry Royce zmarł 22 kwietnia 1933 roku.